# جیکوب درویگ
جیکوب درویگ (انگلیسی: Jacob Derwig؛ زادهٔ ۱۵ ژوئیهٔ ۱۹۶۹) بازیگر، بازیگر تلویزیون و بازیگر سینما اهل پادشاهی هلند است.
از فیلم‌ها یا برنامه‌های تلویزیونی که وی در آن نقش داشته‌است می‌توان به شام اشاره کرد. او همچنین برندهٔ جوایزی همچون گوساله طلایی (جایزه) شده‌است.